# Застава Републике Српске
Застава Републике Српске је правоугаоно поље, пропорција 1 (висина) према 2 (дужина) са хоризонтално распоређеним пољима подједнаке висине — црвено изнад плавог изнад белог.
Садржи пансловенске боје црвену, плаву и белу. Као српска застава у употреби је од 1835. године. Као застава Републике Српске се почела примењивати од 12. маја 1992. године. Својим изгледом, слична је народној застави Републике Србије (разликују се у пропорцији).
У Републици Српској није неуобичајено видети различите варијације заставе, па и у службеним приликама тробојке на које је додан неки амблем, крст са четири оцила, грбом и сличим симболима.
Уставни суд Босне и Херцеговине потврдио је 2006. године уставност ове заставе као заставе Републике Српске. Закључио је да застава Републике Српске, на начин на који је дефинисана Уставним законом, не представља само српски народ у Републици Српској, јер се ради о застави у којој су заступљене панславенске боје које су карактеристичне за историју словенских народа, међу којима су и конститутивни народи у Босни и Херцеговини. Уставни суд је указао да застава Републике Српске и застава Републике Србије нису идентичне јер државна застава Србије има у свом саставу и грб што није обиљежје заставе Републике Српске.

## Галерија
- Уобичајена незванична варијанта заставе Републике Српске са садашњим амблемом Републике Српске; пропорција заставе: 1:2.
- Уобичајена незванична варијанта заставе Републике Српске са некадашњим грбом Републике Српске; пропорција заставе: 1:2.